# Площадь Ганецкого
Площадь Гане́цкого (название утверждено в 1979 году) — площадь в Северном административном округе города Москвы на территории района Войковский.
В окрестности площади находится метро «Войковская», кинотеатр «Варшава», БЦ «Метрополис», Старопетровский проезд.
В настоящее время площадь используется в основном под стоянку автомобилей.

## Происхождение названия
Названа в 1979 году в честь Я. С. Ганецкого — польского социал-демократа, советского деятеля.

## Фотогалерея

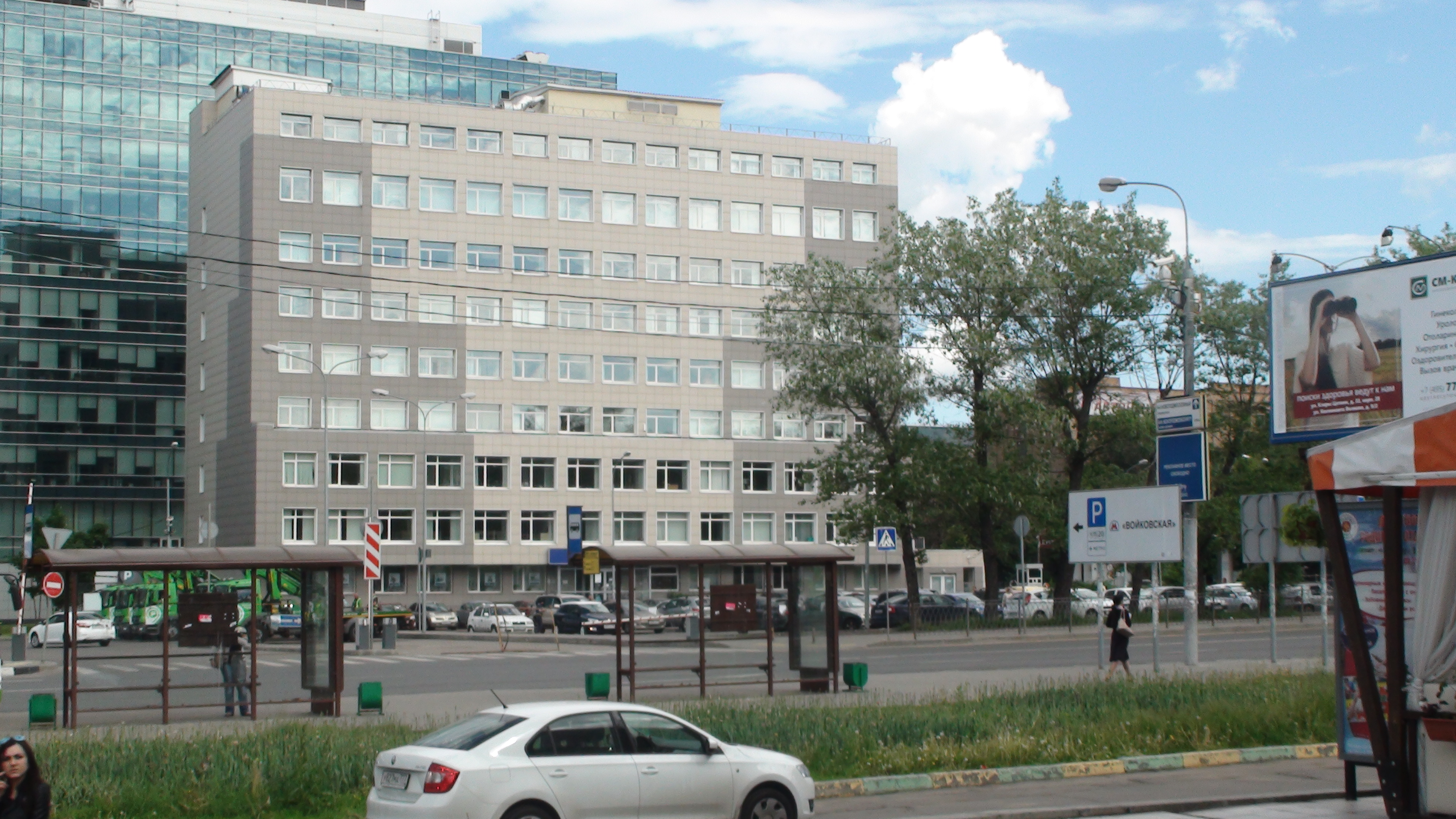
Москва. Площадь Ганецкого
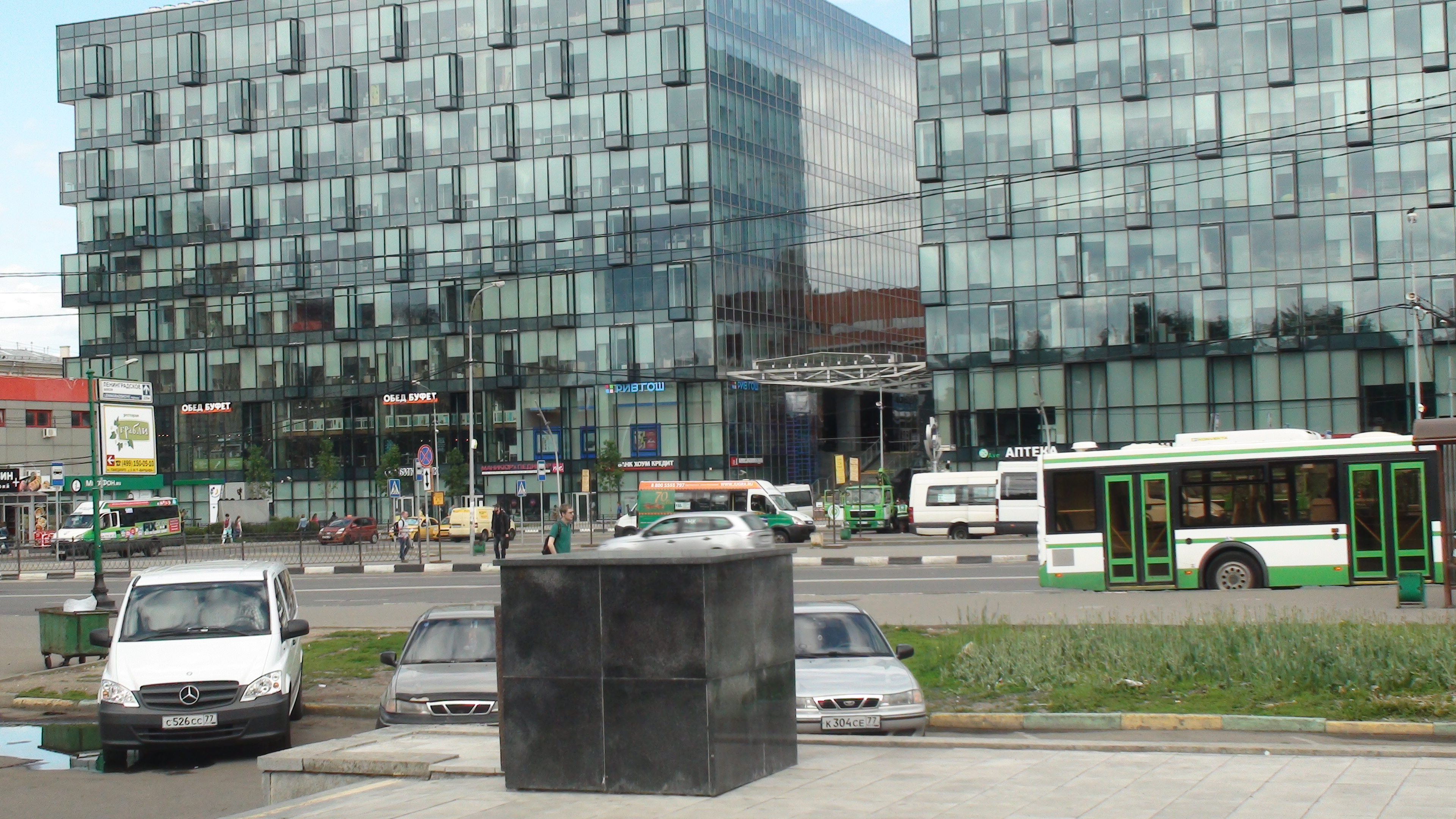
Москва. Площадь Ганецкого
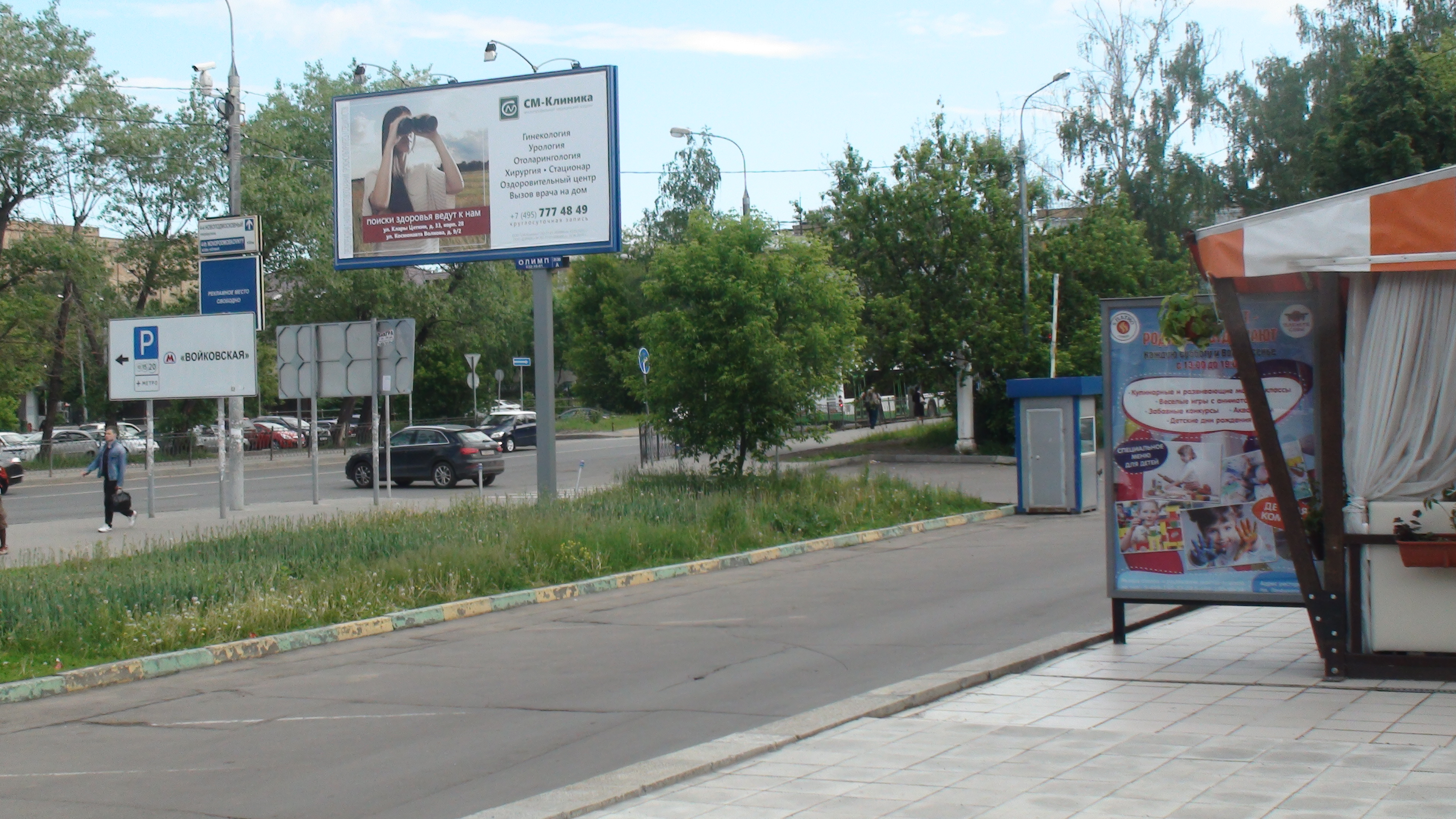
Москва. Площадь Ганецкого
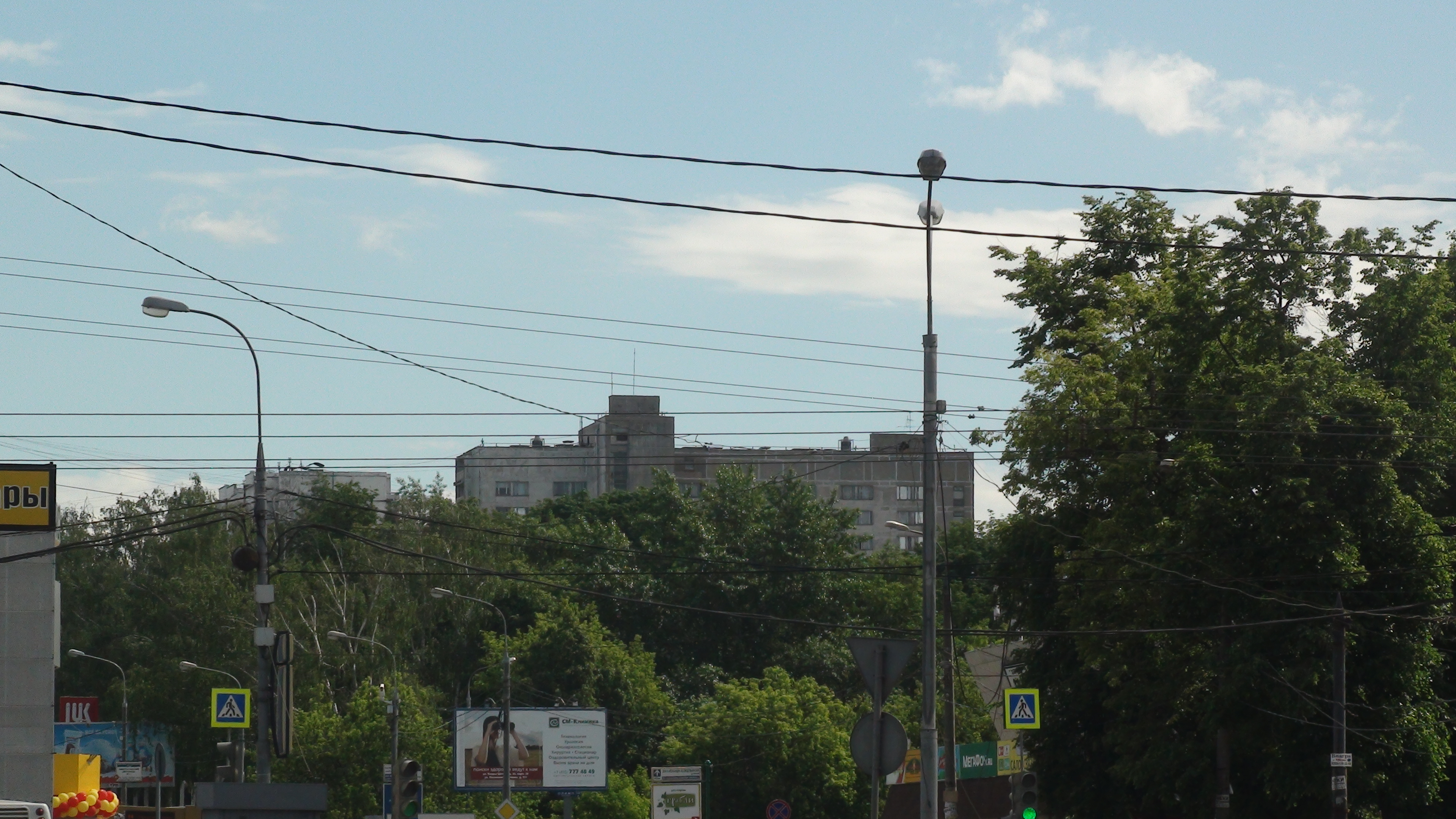
Москва. Площадь Ганецкого